# Cameron Hall
Cameron Hall, né le 2 janvier 1957, à Hamilton, en Ontario, est un ancien joueur canadien de basket-ball. Il évolue durant sa carrière au poste d'ailier.